# Кастанидис, Харис
Харис Кастанидис (греч. Χάρης Καστανίδης, 1956, Салоники) — греческий политик, бывший министр внутренних дел Греции (2011), лидер партии «Общественное соглашение».

## Биография
Родился в 1956 году в Салониках. Изучал право в Университете Аристотеля. Женат и имеет двух дочерей.
Член ПАСОК с 1974 года и член студенческого движения в Греции на протяжении 1974—1978 годов. С 1980 по 1984 год был ответственным за образование членом префектуры города Салоники. В 1981 впервые был избран членом совета Салоник по списку партии ПАСОК. Член Центрального комитета ПАСОК с 1984 года.
На правительственной службе с 1985 года, когда был назначен заместителем министра внутренних дел и общественного порядка в правительстве Андреаса Папандреу.
В целом занимал такие правительственные должности:
- заместитель министра внутренних дел и общественного порядка (1985—1986)
- заместитель министра образования (1988)
- заместитель министра внутренних дел, государственной администрации и децентрализации (1995—1996)
- министр транспорта и связи (1996—1997)
- министр по делам Македонии и Фракии (2003—2004)

С 7 октября 2009 года — Министр юстиции, прозрачности и прав человека, с 17 июня 2011 года — Министр внутренних дел Греции. Находился на этой должности до 11 ноября 2011 года.
После того, как проголосовал против поддержки новой программы жесткой экономии для получения второго транша финансовой помощи от МВФ и ЕС, исключен из партии ПАСОК. 14 марта вместе с Лукой Кацели создал партию Общественная соглашение.